# ملبنة مجبنة
الملبنة المجبنة (بالإنجليزية: Lactobacillus casei) هو نوع من البكتيريا ينتمي لجنس العصية اللبنية. توجد هذه البكتيريا بشكل طبيعي في الحليب والجبن والمسالك البولية للإنسان وكذا الجهاز الهضمي للبشر والخنازير والطيور على حد سواء.
تستخدم بعض سلالات المجبنة الملبنة كبروبيوتيم في صناعات الحليب المخمر، كما تستعمل أيضا كخمائر لبنية للمشاركة في تطوير الروائح أثناء عملية نضج الجبن (مثل جبن الإمنتال، الكومتي، البارميجيانو ريجيانو أو جبنة تشيدر).

## الوصف
الملبنة المجبنة مثلها مثل العصيات اللبنية الأخرى، فهي إيجابية الغرام وغير بوغية. تأخذ شكل العصا، ويصل حجمها إلى 0.9 ميكرومتر وقطر يعادل 2 ميكرومتر، مع نهايات مربعة. هذه الكائنات هي عبارة عن بكتيريا غير متحركة وغير تخمرية منتقاة (يمكن للسكريات عبر مسار تحلل الجلوكوز أو مسار فوسفات البنتوز)، الشئ الذي يتطلب توفر عوامل النمو التالية، والتي تنقسم إلى ضرورية مثل: الريبوفلافين، حمض الفوليك، بانتوثينات الكالسيوم والنياسين؛ البيريدوكسال البيريدوكسامين (أشكال من فيتامين ب6)  أو منبهات وأخرى غير مطلوبة بالضرورة كالثيامين، و فيتامين بي 12 أو الثيميدين. يصل معدل نموها الأمثل في ظروف حرارة تعادل 15 درجة مئوية، مع ذلك تبقى قادرة على النمو حتى في ظروف 45 درجة مئوية.

## الاستخدامات
الملبنة المجبنة كانت ولاتزال موضوعا للعديد من الدراسات خلال العقود الأخيرة بسبب الأهمية الاقتصادية لاستخدامها في غذاء الإنسان، إما كبروبيوتيك في الحليب المخمر أو كمخمر في يستعمل في صناعة الأغذية المخمرة (الجبن والزيتون).

### الطب
تعمل المشروبات التجارية التي تحتوي على سلالة الملبنة المجبنة شيروتا على منع نمو الملوية البوابية في الجسم الحي، لكن في المقابل، عندما استهلك البشر نفس المشروب في تجربة صغيرة، انخفض حجم استعمار الملوية البوابية قليلا فقط. تعتبر بعض سلالات الملبنة المجبنة كبروبيوتيك طبيعي فعالة يمكنه الإسهام في التخفيف من الأمراض البكتيرية المسببة للأمراض المعدية المعوية. وفقا لمنظمة الصحة العالمية، يجب إثبات تلك الخصائص في كل سلالة محددة - بما في ذلك الدراسات السريرية البشرية - لتكون صالحة.
عند تحضير الطعام، يمكن استخدام بكتيريا الملبنة المجبنة في التخمير الطبيعي للفاصوليا لتقليل مستويات المركبات التي تسبب انتفاخ البطن أثناء الهضم.

### بروبيوتيك تجاري
خلال سنوات الخمسينات من القرن العشرين، كانت شركات إنتاج الألبان اليابانية ياكولت هي أول من نظر إلى سلالة الملبنة المجبنة شيروتا باعتبارها بروبيوتيكا طبيعيا، استعملته في إنتاج منتجها من الحليب المخمر. في وقت لاحق جاءت بعدها شركة دانون الفرنسية، التي أطلقت بحلول سنة 1997 منتجا مماثلا تحت اسم أكتيميل، الذي احتوى على سلالة Lb. casei DN-114 001. سوقت كلتا الشركتين منتوجاتهما، سواء ياكولت أو أكتيميل على حد سواء باعتبارها بروبيوتيكا طبيعيا يعمل على تعزيز الدفاعات الطبيعية. في الوقت الحالي، يتزايد بشكل مستمر عدد منتجات الألبان الجديدة التي تحتوي على البروبيوتيك. بحلول سنة 2005، وصل رقم معاملات أكتيميل وحدها إلى مليار يورو.
لطالما كان المجتمع العلمي يشك في الآثار المفيدة للمجبنة الملبنة على الصحة. يرجع ذلك بالأساس للافتقار إلى أساس علمي، وجهل
الآليات المتضمنة في التأثيرات المرصودة، فضلا عن الادعاءات الصحية غير المؤكدة. مع ذلك، وفي مواجهة المخاطر الاقتصادية الكبيرة، أجريت في السنوات الأخيرة دراسات سريرية جدية أجريت على البشر والحيوانات، أظهرت أثارا مفيدة محددة للبروبيوتيك على أعراض سريرية معينة.

### صناعة الأغذية المخمرة
يعد استخدام الملبنة المجبنة في إنتاج منتجات الألبان أحد أبرز التطبيقات الصناعية الأكثر شيوعا لهذه البكتيريا. بكتيريا الملبنة المجبنة هي أيضا في العادة النوع السائد من بكتيريا حمض اللبنيك غير المستقرة الموجودة في جبنة تشيدر الناضحة.
بكتيريا الملبنة المجبنة هي واحدة من الأنواع السائدة المستعملة في عملية التخمير الطبيعي للزيتون الأخضر الصقلي.

### مجالات أخرى
أجريت خلال السنوات القليلة الماضية، العديد من الدراسات لإزالة تلوين الأصباغ الآزوية بواسطة بكتيريا حمض اللبنيك التي من بينها الملبنة المجبنة. بحيث تتحلل الروابط الأحادية والثنائية الآزو بشكل تام بفعل نشاط أنزيم الآزوريدوكتاز، الشئ الذي يؤدي إلى تكون مركبات عطرية أخرى كوسيط.